# Dinastia Valois-Angoulême

Stemma della casa dei Valois-Angoulême

La casa dei Valois-Angoulême è un ramo collaterale dei Valois-Orléans, che regnò sul trono di Francia dal 1515 al 1589.
La dinastia Valois-Angoulême si instaurò sul trono di Francia a seguito della morte del re Luigi XII. Questi non aveva eredi maschi da far succedere al trono; la figlia Claudia, tuttavia, sposò nel 1514 Francesco, conte di Angoulême, futuro re Francesco I (1515).
Il ramo dinastico traeva origine da Giovanni, conte d'Angoulême (1399-1467), figlio minore del duca d'Orléans Luigi di Valois-Orléans, zio del re Luigi XII e nonno del re Francesco I.
I re di Francia appartenuti a questo ramo furono:
- Francesco I
- Enrico II
- Francesco II
- Carlo IX
- Enrico III

Enrico III morì nel 1589 senza eredi. Gli successe al trono francese Enrico III di Navarra (IV di Francia) e il regno passò alla dinastia dei Borbone.

## Rappresentazione genealogica
```
 Ramo diretto dei Valois,
 da 
Carlo di Valois
 (†1328), figlio cadetto di 
Filippo III di Francia
 
 (†1285) │
         │
         └──>
Carlo V di Francia
 (†1380)
                │  │
                │  ↓
                │  la linea diretta dei Valois prosegue fino a 
Carlo VIII di Francia
 (†1498)
                │
                └──> 
Luigi, duca d'Orléans
 (†1407)
                        │  └──>
Carlo di Valois-Orléans
 (†1465)
                        │         │ Luigi XII, primo ed unico re del Ramo Valois-Orléans
                        │         │
                        │         └──>
Luigi XII di Francia
 (†1515) 
                        │
                        └──>
Giovanni, conte di Agoulême
 (†
1467
)
                               └──>
Carlo, conte di Agoulême
 (†
1496
)
                                     │ con Francesco I inizia a regnare il ramo dei Valois-
                                     │ Angoulême
                                     │
                                     └──> 
Francesco I di Francia
  (†
1547
)
```

```
Francesco I di Francia

  └──>
Enrico II di Francia
 (†1559)
                └──>
Francesco II di Francia
 (†1560)
                             └──>
Carlo IX di Francia
 (†1574)
                                           └──>
Enrico III di Francia
 (†1589)
```

Con Enrico III termina la linea dei Valois. Risalendo per li rami il trono passerà a Enrico III di Navarra, principe di Borbone, discendente da Roberto, conte di Clermont, figlio cadetto di Luigi IX di Francia

## Genealogia completa
Giovanni di Valois-Angoulême (1399 - 30 aprile 1467) - sposò il 31 agosto 1449 Marguerite de Rohan (26 giugno 1399 - 30 aprile 1467):
1. Luigi (1455 - 1458)
2. Carlo (
3. Giovanna (1462 - 1520) - sposò Charles François de Coetivy, conte di Taillebourg